# Goldene Himbeere/Schlechtester Nebendarsteller
Die Goldene Himbeere für den schlechtesten Nebendarsteller wird seit 1981 jährlich vergeben. Dabei bezieht sie sich auf die schauspielerischen Leistungen des vorangegangenen Jahres.

## Schlechtester Nebendarsteller 1981 bis 1989

### 1981
Die Stimmauszählung ergab ein Unentschieden:
- John Adames für Gloria, die Gangsterbraut (OT: Gloria)
- Laurence Olivier für Der Jazz-Sänger (OT: The Jazz Singer)

Außerdem nominiert:
- Marlon Brando für Die Formel (OT: The Formula)
- Charles Grodin für Fast wie in alten Zeiten (OT: Seems Like Old Times)
- David Selby für Hebt die Titanic (OT: Raise The Titanic)

### 1982
- Steve Forrest für Meine liebe Rabenmutter (OT: Mommie Dearest)

Außerdem nominiert:
- Billy Barty für Geheimauftrag Hollywood (OT: Under The Rainbow)
- Ernest Borgnine für Tödlicher Segen, Alternativtitel Dem Tode geweiht und Wes Cravens Dem Tode geweiht (OT: Deadly Blessing)
- James Coco für Mrs. Hines und Tochter (OT: Only When I Laugh) für diese Rolle wurde James Coco auch für den Oscar nominiert
- Danny DeVito für Affen, Gangster und Millionen (OT: Goin' Ape!)

### 1983
- Ed McMahon für Butterfly – Der blonde Schmetterling, Alternativtitel „Der Richter von Nevada“ (OT: Butterfly)

Außerdem nominiert:
- Michael Beck für MegaForce (OT: Megaforce)
- Ben Gazzara für Inchon! (OT: Inchon)
- Ted Hamilton für Pirate Movie (OT: The Pirate Movie)
- Orson Welles für Butterfly – Der blonde Schmetterling, Alternativtitel „Der Richter von Nevada“ (OT: Butterfly)

### 1984
- Jim Nabors für Der rasende Gockel (Stroker Ace)

Außerdem nominiert:
- Joseph Cali für Karriere durch alle Betten (The Lonely Lady)
- Louis Gossett Jr. für Der weiße Hai 3-D (Jaws 3-D)
- Anthony Holland für Karriere durch alle Betten (The Lonely Lady)
- Richard Pryor für Superman III – Der stählerne Blitz (Superman III)

### 1985
- Brooke Shields für Sahara

Außerdem nominiert:
- Robby Benson für Harry & Sohn (Harry and Son)
- Sammy Davis junior für Auf dem Highway ist wieder die Hölle los (Cannonball Run II)
- George Kennedy für Ekstase (Bolero)
- Ron Liebman für Der Senkrechtstarter (Rhinestone)

### 1986
- Rob Lowe für St. Elmo’s Fire – Die Leidenschaft brennt tief (St. Elmo’s Fire)

Außerdem nominiert:
- Raymond Burr für Godzilla – Die Rückkehr des Monsters (OT: Godzilla 1985)
- Herbert Lom für Quatermain – Auf der Suche nach dem Schatz der Könige (OT: King Solomon’s Mines)
- Robert Urich für Das Schlitzohr (OT: Turk 182!)
- Burt Young für Rocky IV – Der Kampf des Jahrhunderts (OT: Rocky IV)

### 1987
- Jerome Benton für Under the Cherry Moon – Unter dem Kirschmond (OT: Under The Cherry Moon)

Außerdem nominiert:
- Peter O’Toole für Club Paradise (OT: Club Paradise)
- Tim Robbins für Howard – Ein tierischer Held (OT: Howard The Duck)
- Brian Thompson für Die City-Cobra (OT: Cobra)
- Scott Wilson für Blue City

### 1988
- David Mendenhall für Over the Top (OT: Over the Top)

Außerdem nominiert:
- Billy Barty für Masters of the Universe (OT: Masters of the Universe)
- Tom Bosley für Die 4-Millionen-Dollar-Jagd (OT: Million Dollar Mystery)
- Michael Caine für Der weiße Hai – Die Abrechnung (OT: Jaws – The Revenge)
- Mack Dryden mit Jamie Alcroft für Die 4-Millionen-Dollar-Jagd (OT: Million Dollar Mystery)

### 1989
- Dan Aykroyd für Caddyshack II (OT: Caddyshack II)

Außerdem nominiert:
- Billy Barty für Willow (OT: Willow)
- Richard Crenna für Rambo III (OT: Rambo III)
- Harvey Keitel für Die letzte Versuchung Christi (OT: The Last Temptation Of Christ)
- Christopher Reeve für Eine Frau steht ihren Mann (OT: Switching Channels)

## Schlechtester Nebendarsteller 1990 bis 1999

### 1990
- Christopher Atkins für Die große Herausforderung (OT: Listen To Me)

Außerdem nominiert:
- Ben Gazzara für Road House (OT: Road House)
- DeForest Kelley für Star Trek V: Am Rande des Universums (OT: Star Trek V – The Final Frontier)
- Pat Morita für Karate Kid III – Die letzte Entscheidung (OT: Karate Kid III)
- Donald Sutherland für Lock Up – Überleben ist alles (OT: Lock-Up)

### 1991
- Donald Trump für ein Cameo als Donald Trump in Mein Geist will immer nur das Eine … (OT: Ghosts Can't Do It)

Außerdem nominiert:
- Leo Damian für Mein Geist will immer nur das Eine … (OT: Ghosts Can't Do It)
- Gilbert Gottfried für Ford Fairlane – Rock ’n’ Roll Detective (OT: The Adventures of Ford Fairlane) und für Kuck mal, wer da spricht 2 (OT: Look Who’s Talking Too) und für So ein Satansbraten (OT: Problem Child)
- Wayne Newton für Ford Fairlane – Rock ’n’ Roll Detective (OT: The Adventures of Ford Fairlane)
- Burt Young für Rocky V (OT: Rocky V)

### 1992
- Dan Aykroyd für Valkenvania – Die wunderbare Welt des Wahnsinns (OT: Nothing But Trouble)

Außerdem nominiert:
- Richard E. Grant für Hudson Hawk – Der Meisterdieb (OT: Hudson Hawk)
- Anthony Quinn für Die wahren Bosse – Ein teuflisches Imperium, Alternativtitel Das teuflische Imperium (OT: Mobsters, alternativer OT: The Evil Empire)
- Christian Slater für Die wahren Bosse – Ein teuflisches Imperium, Alternativtitel Das teuflische Imperium (OT: Mobsters, alternativer OT: The Evil Empire) und für Robin Hood – König der Diebe (OT: Robin Hood: Prince Of Thieves)
- John Travolta für Shout (OT: Shout)

### 1993
- Tom Selleck für seine Darstellung des Königs Ferdinand von Spanien(!) in Christopher Columbus – Der Entdecker (OT: Christopher Columbus: The Discovery)

Außerdem nominiert:
- Alan Alda für Stimmen im Dunkel (OT: Whispers In The Dark)
- Marlon Brando für Christopher Columbus – Der Entdecker (OT: Christopher Columbus: The Discovery)
- Danny DeVito für Batmans Rückkehr (OT: Batman Returns)
- Robert Duvall für Die Zeitungsjungen (OT: Newsies, alternativer OT: News Boys)

### 1994
- Woody Harrelson für Ein unmoralisches Angebot (OT: Indecent Proposal)

Außerdem nominiert:
- Tom Berenger für Sliver (OT: Sliver)
- John Lithgow für Cliffhanger – Nur die Starken überleben (OT: Cliffhanger)
- Chris O’Donnell für Die drei Musketiere (OT: The Three Musketeers) (Zitat: auch bekannt als Die drei Maus-ketiere)
- Keanu Reeves für Viel Lärm um nichts (OT: Much Ado About Nothing)

### 1995
- O. J. Simpson für Die nackte Kanone 33⅓ (OT: The Naked Gun 33⅓)

Außerdem nominiert:
- Dan Aykroyd für Undercover Cops, Alternativtitel Insel der geheimen Wünsche (OT: Exit To Eden) und für North, Alternativtitel Eltern nach Maß (OT: North)
- Jane March als „Richie“ in Color of Night (OT: Color Of Night)
- William Shatner für Star Trek – Treffen der Generationen (OT: Star Trek: Generations)
- Rod Steiger für The Specialist (OT: The Specialist)

### 1996
- Dennis Hopper für Waterworld (OT: Waterworld)

Außerdem nominiert:
- Tim Curry für Congo (OT: Congo)
- Robert Davi für Showgirls (OT: Showgirls)
- Robert Duvall für Der scharlachrote Buchstabe (OT: The Scarlet Letter)
- Alan Rachins für Showgirls (OT: Showgirls)

### 1997
- Marlon Brando für DNA – Die Insel des Dr. Moreau, Alternativtitel DNA – Experiment des Wahnsinns (OT: The Island Of Dr. Moreau)

Außerdem nominiert:
- Val Kilmer für Der Geist und die Dunkelheit (OT: The Ghost And The Darkness) und für DNA – Die Insel des Dr. Moreau, Alternativtitel DNA – Experiment des Wahnsinns (OT: The Island Of Dr. Moreau)
- Steven Seagal für Einsame Entscheidung (OT: Executive Decision)
- Burt Reynolds für Striptease (OT: Striptease)
- Quentin Tarantino für From Dusk Till Dawn (OT: From Dusk Till Dawn)

### 1998
- Dennis Rodman für Double Team (OT: Double Team)

Außerdem nominiert:
- Willem Dafoe für Speed 2 (OT: Speed 2: Cruise Control)
- Chris O’Donnell für Batman & Robin (OT: Batman & Robin)
- Arnold Schwarzenegger für Batman & Robin (OT: Batman & Robin)
- Jon Voight für America’s Most Wanted (OT: Most Wanted, alternativer OT: America’s Most Wanted) und für U-Turn – Kein Weg zurück (OT: U-Turn)

### 1999
- Joe Eszterhas als er selbst in Fahr zur Hölle Hollywood, Alternativtitel Die Hölle von Hollywood (OT: An Alan Smithee Film: Burn Hollywood Burn)

Außerdem nominiert:
- Sean Connery für Mit Schirm, Charme und Melone (OT: The Avengers)
- Roger Moore für Spiceworld – Der Film (OT: Spice World)
- Joe Pesci für Lethal Weapon 4 (OT: Lethal Weapon 4)
- Sylvester Stallone als er selbst in Fahr zur Hölle Hollywood, Alternativtitel Die Hölle von Hollywood (OT: An Alan Smithee Film: Burn Hollywood Burn)

## Schlechtester Nebendarsteller seit 2000

### 2000
- Jar Jar Binks mit der Stimme von Ahmed Best für Star Wars: Episode I – Die dunkle Bedrohung (OT: Star Wars: Episode I – The Phantom Menace)

Außerdem nominiert:
- Kenneth Branagh für Wild Wild West (OT: Wild Wild West)
- Gabriel Byrne für End of Days – Nacht ohne Morgen (OT: End Of Days) und für Stigmata (OT: Stigmata)
- Jake Lloyd für Star Wars: Episode I – Die dunkle Bedrohung (OT: Star Wars: Episode I – The Phantom Menace)
- Rob Schneider für Big Daddy (OT: Big Daddy)

### 2001
- Barry Pepper für Battlefield Earth – Kampf um die Erde (OT: Battlefield Earth)

Außerdem nominiert:
- Stephen Baldwin für Die Flintstones in Viva Rock Vegas (OT: The Flintstones In Viva Rock Vegas)
- Keanu Reeves für The Watcher (OT: The Watcher)
- Arnold Schwarzenegger als sein eigener Klon in The 6th Day (OT: The 6th Day), für diese Doppelrolle auch als schlechtester Schauspieler und als schlechteste Filmpaarung nominiert
- Forest Whitaker für Battlefield Earth – Kampf um die Erde (OT: Battlefield Earth)

### 2002
- Charlton Heston für Cats & Dogs – Wie Hund und Katz (OT: Cats & Dogs) und für Planet der Affen (OT: Planet Of The Apes) und für Stadt, Land, Kuss, Alternativtitel City, Sex & Country (OT: Town & Country)

Außerdem nominiert:
- Max Beesley für Glitter – Glanz eines Stars (OT: Glitter)
- Burt Reynolds für Driven (OT: Driven)
- Sylvester Stallone für Driven (OT: Driven)
- Rip Torn für Freddy Got Fingered (OT: Freddy Got Fingered)

### 2003
- Hayden Christensen für Star Wars: Episode II – Angriff der Klonkrieger (OT: Star Wars: Episode II – Attack Of The Clones)

Außerdem nominiert:
- Tom Green für Schwere Jungs (OT: Stealing Harvard)
- Freddie Prinze Jr. für Scooby-Doo (OT: Scooby-Doo)
- Christopher Walken für Die Country Bears – Hier tobt der Bär (OT: The Country Bears)
- Robin Williams für Tötet Smoochy (OT: Death To Smoochy)

### 2004
- Sylvester Stallone für fünf Rollen, die allein die gesamte Kategorie füllen könnten in Mission 3D (OT: Spy Kids 3-D: Game Over)

Außerdem nominiert:
- Anthony Anderson für Kangaroo Jack (OT: Kangaroo Jack)
- Alec Baldwin für Ein Kater macht Theater (OT: The Cat In The Hat)
- Al Pacino für Liebe mit Risiko – Gigli (OT: Gigli)
- Christopher Walken für Liebe mit Risiko – Gigli (OT: Gigli) und für Kangaroo Jack (OT: Kangaroo Jack)

### 2005
- Donald Rumsfeld für Fahrenheit 9/11 (OT: Fahrenheit 9/11)

Außerdem nominiert:
- Val Kilmer für Alexander (OT: Alexander)
- Arnold Schwarzenegger für In 80 Tagen um die Welt (OT: Around The World In 80 Days)
- Jon Voight für Superbabies: Baby Geniuses 2
- Lambert Wilson für Catwoman (OT: Catwoman)

### 2006
- Hayden Christensen für Star Wars: Episode III – Die Rache der Sith (OT: Star Wars: Episode III – The Revenge of the Sith; in der offiziellen Pressemitteilung als „Star Wars III: No Sith, He’s Supposed to be Darth Vader“ bezeichnet)

Außerdem nominiert:
- Alan Cumming für Die Maske 2: Die nächste Generation (OT: Son of the Mask)
- Bob Hoskins für Die Maske 2: Die nächste Generation (OT: Son of the Mask)
- Eugene Levy für Im Dutzend billiger 2 – Zwei Väter drehen durch (OT: Cheaper by the Dozen 2) und Cool & Fool – Mein Partner mit der großen Schnauze (OT: The Man)
- Burt Reynolds für Ein Duke kommt selten allein (OT: The Dukes of Hazzard) und Spiel ohne Regeln (OT: The Longest Yard)

### 2007
- M. Night Shyamalan für Das Mädchen aus dem Wasser (OT: Lady in the Water)

Außerdem nominiert:
- Danny DeVito für Blendende Weihnachten (OT: Deck the Halls)
- Ben Kingsley für BloodRayne (OT: BloodRayne)
- Martin Short für Santa Clause 3 – Eine frostige Bescherung (OT: The Santa Clause 3: The Escape Clause)
- David Thewlis für Basic Instinct – Neues Spiel für Catherine Tramell (OT: Basic Instinct 2) und The Omen (OT: The Omen)

### 2008
- Eddie Murphy für Norbit (OT: Norbit)

Außerdem nominiert:
- Orlando Bloom für Pirates of the Caribbean – Am Ende der Welt
- Kevin James für Chuck und Larry – Wie Feuer und Flamme
- Rob Schneider für Chuck und Larry – Wie Feuer und Flamme
- Jon Voight für Bratz the Movie, Das Vermächtnis des geheimen Buches, September Dawn und Transformers

### 2009
- Pierce Brosnan für Mamma Mia! (OT: Mamma Mia)

Außerdem nominiert:
- Uwe Boll (als er selbst) für Postal (OT: Postal – the Film)
- Ben Kingsley für Der Love Guru (OT: The Love Guru), War Inc. – Sie bestellen Krieg: Wir liefern (OT: War, Inc.) und The Wackness – Verrückt sein ist relativ (OT: The Whackness)
- Burt Reynolds für Deal und Schwerter des Königs – Dungeon Siege (OT: In the Name of the King: A Dungeon Siege Tale)
- Verne Troyer für Der Love Guru (OT: The Love Guru) und Postal (OT: Postal – the Film)

## Schlechtester Nebendarsteller 2010 bis 2019

### 2010
- Billy Ray Cyrus in Hannah Montana – Der Film

Außerdem nominiert:
- Hugh Hefner in Miss March
- Robert Pattinson in New Moon – Biss zur Mittagsstunde
- Jorma Taccone in Die fast vergessene Welt
- Marlon Wayans in G.I. Joe – Geheimauftrag Cobra

### 2011
- Jackson Rathbone in Die Legende von Aang und in Eclipse – Biss zum Abendrot

Außerdem nominiert:
- Billy Ray Cyrus in Spy Daddy
- George Lopez in Marmaduke, in Spy Daddy und in Valentinstag
- Dev Patel in Die Legende von Aang
- Rob Schneider in Kindsköpfe

### 2012
- Al Pacino in Jack und Jill

Außerdem nominiert:
- Patrick Dempsey in Transformers 3
- James Franco in Your Highness
- Ken Jeong in Big Mama’s Haus – Die doppelte Portion, in Hangover 2, in Transformers 3 und in Der Zoowärter
- Nick Swardson in Jack und Jill und in Meine erfundene Frau

### 2013
- Taylor Lautner in Breaking Dawn – Biss zum Ende der Nacht, Teil 2

Außerdem nominiert:
- David Hasselhoff in Piranha 2
- Vanilla Ice in Der Chaos-Dad
- Liam Neeson in Battleship und in Zorn der Titanen
- Nick Swardson in Der Chaos-Dad

### 2014
- Will Smith in After Earth

Außerdem nominiert:
- Chris Brown in Battle of the Year
- Larry the Cable Guy in A Madea Christmas
- Taylor Lautner in Kindsköpfe 2
- Nick Swardson in Kindsköpfe 2 und Ghost Movie

### 2015
- Kelsey Grammer in The Expendables 3, Legends of Oz: Dorothy’s Return (nur als Stimme), Denk wie ein Mann 2 und Transformers: Ära des Untergangs

Außerdem nominiert:
- Mel Gibson in The Expendables 3
- Shaquille O’Neal in Urlaubsreif
- Arnold Schwarzenegger in The Expendables 3
- Kiefer Sutherland in Pompeii

### 2016
- Eddie Redmayne in Jupiter Ascending

Außerdem nominiert:
- Chevy Chase in Hot Tub Time Machine 2 und Vacation – Wir sind die Griswolds
- Josh Gad in Pixels und Die Trauzeugen AG
- Kevin James in Pixels
- Jason Lee in Alvin und die Chipmunks: Road Chip

### 2017
- Jesse Eisenberg in Batman v Superman: Dawn of Justice

Außerdem nominiert:
- Nicolas Cage in Snowden
- Johnny Depp in Alice im Wunderland: Hinter den Spiegeln
- Will Ferrell in Zoolander 2
- Jared Leto in Suicide Squad
- Owen Wilson in Zoolander 2

### 2018
- Mel Gibson in Daddy’s Home 2 – Mehr Väter, mehr Probleme!

Außerdem nominiert:
- Javier Bardem in Mother! und Pirates of the Caribbean: Salazars Rache
- Russell Crowe in Die Mumie
- Josh Duhamel in Transformers: The Last Knight
- Anthony Hopkins in Collide und Transformers: The Last Knight

### 2019
- John C. Reilly in Holmes & Watson

Außerdem nominiert:
- Ludacris (Stimme) in Show Dogs
- Jamie Foxx in Robin Hood
- Joel McHale in The Happytime Murders
- Justice Smith in Jurassic World: Das gefallene Königreich

## Schlechtester Nebendarsteller seit 2020

### 2020
- James Corden in Cats

Außerdem nominiert:
- Tyler Perry in A Madea Family Funeral als Joe
- Tyler Perry in A Madea Family Funeral als Onkel Heathrow
- Seth Rogen in Zeroville
- Bruce Willis in Glass

### 2021
- Rudy Giuliani in Borat Anschluss Moviefilm

Außerdem nominiert:
- Chevy Chase in The Very Excellent Mr. Dundee
- Shia LaBeouf in The Tax Collector
- Arnold Schwarzenegger in Viy 2: Journey to China
- Bruce Willis in Breach, Hard Kill und Survive the Night

### 2022
- Jared Leto in House of Gucci

Außerdem nominiert:
- Ben Affleck in The Last Duel
- Nick Cannon in The Misfits – Die Meisterdiebe
- Mel Gibson in Dangerous
- Gareth Keegan in Diana: Das Musical

### 2023
- Tom Hanks in Elvis

Außerdem nominiert:
- Pete Davidson in Good Mourning
- Xavier Samuel in Blond
- Mod Sun in Good Mourning
- Evan Williams in Blond

### 2024
- Sylvester Stallone in The Expendables 4

Außerdem nominiert:
- Michael Douglas in Ant-Man and the Wasp: Quantumania
- Mel Gibson in New York Confidential
- Bill Murray in Ant-Man and the Wasp: Quantumania
- Franco Nero in The Pope’s Exorcist

### 2025
- Jon Voight in Megalopolis, Reagan, Shadow Land & Strangers

Außerdem nominiert:
- Jack Black in Borderlands
- Kevin Hart in Borderlands
- Shia LaBeouf in Megalopolis
- Tahar Rahim in Madame Web